# La sociologia (Gallino)
La sociologia è un libro scritto da Luciano Gallino, sociologo, nel quale l'autore descrive nel primo capitolo i vari modi di esercitare la sociologia, ovvero le varie correnti che talvolta, anche dalla denominazione, indicano una connessione con la filosofia, valga per tutti l'esempio della sociologia marxista, di quella fenomenologica e del funzionalismo, oppure di quelle che definiscono l'ambito e la tipologia della ricerca, come nel caso della microsociologia e della macrosociologia, della sociografia, della sociologia applicata, della sociologia rurale, della sociometria, della zoosociologia.
Il secondo capitolo descrive la sociologia incapsulata all'interno della sociologia, ovvero quella denominata speciale, che costituisce un tassello di quel mosaico che sono le società. Si tratta, quindi, di settori specifici della sociologia, quali la sociologia dell'arte, della famiglia, della religione, della cultura, della donna, della educazione, della industria, della politica, della scienza.
Il terzo capitolo si occupa delle relazioni tra la sociologia ed altre discipline, appartenenti alle scienze umane e quindi affini, come ad esempio la storiografia, la psicoanalisi, la dialettica, l'economia, la filosofia.
Ogni articolo è suddiviso in più sezioni: la prima propone una definizione dell'indirizzo; la seconda elenca notizie storiche dell'indirizzo; la terza presenta le articolazioni dell'indirizzo; la quarta indica le variabili in grado di modificare il processo descritto nella voce; la quinta indica invece come quel processo trattato nella voce possa modificarne altri.

## Edizioni
- Luciano Gallino, La sociologia, Utet, 1989,  pp.277 , cap.3.